# Valbom
Valbom a fost un oraș în Gondomar, Portugalia. În 2013 a fost asimilat de Gondomar (São Cosme), Valbom e Jovim.